# Ernest Raynaud
Pour l’article ayant un titre homophone, voir Ernest Reynaud.
Pour les articles homonymes, voir Raynaud.

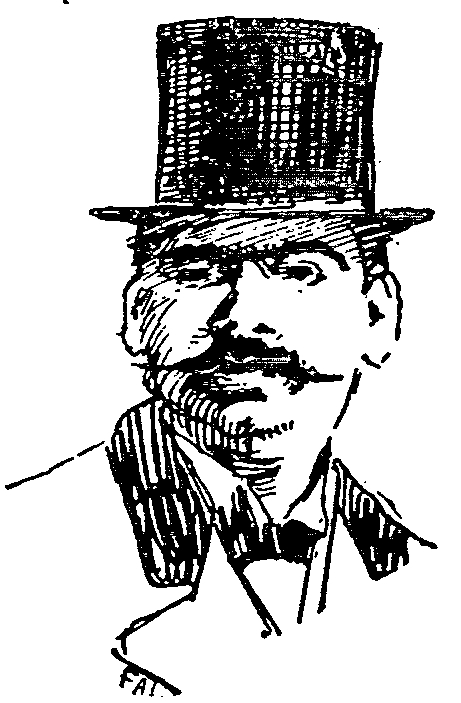
Ernest Raynaud
Portrait par Frédéric-Auguste Cazals.

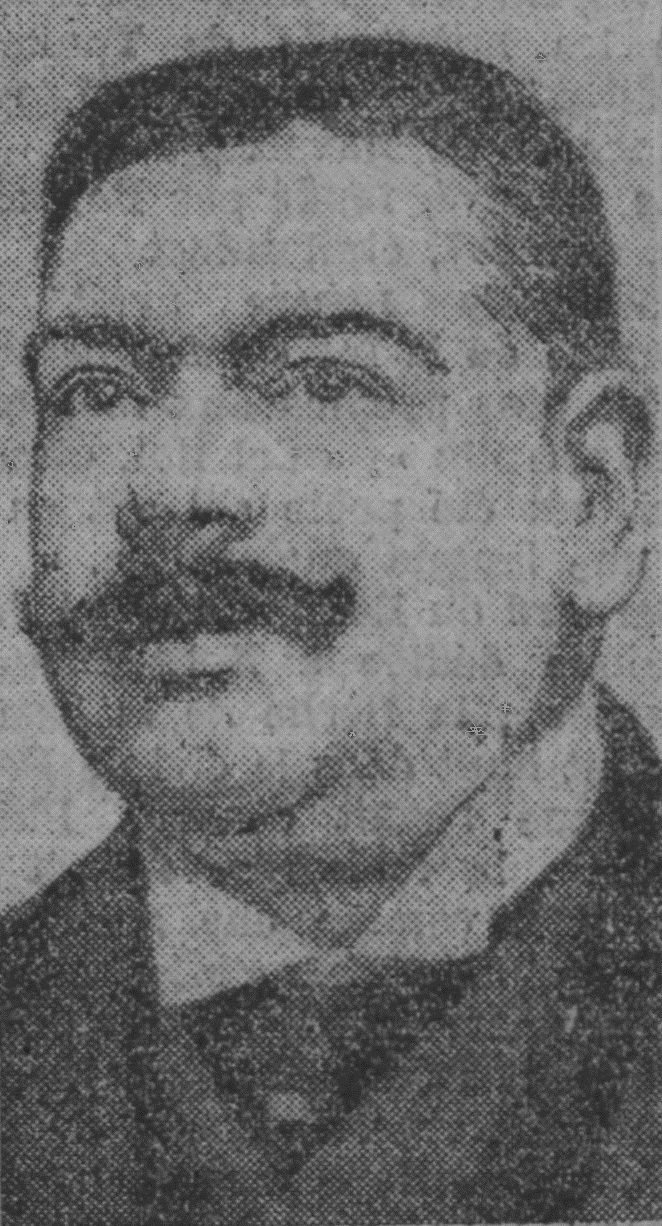
Ernest Raynaud.

Ernest Gabriel Nicolas Raynaud, né à Paris (10e arrondissement) le 22 février 1864 et mort le 10 octobre 1936, est un écrivain et poète français. Il fut également commissaire de police.

## Biographie
Ardennais par sa mère, il a passé son enfance à Condé-les-Vouziers, Coulommes, Sainte-Vaubourg et Attigny. Aussi, Paul Verlaine a pu lui écrire :

Nous sommes tous les deux des moitiés d'Ardennais,

Moi plus foncé que vous, dirais-je plus sauvage ?

Procédant des Forêts, quand vous de ce Vallage

Doux et frisque qu'aussi bien que vous je connais.
Il fut l'un des poètes éminents du groupe de l'école romane, fondé par Jean Moréas en 1891, qui compta également parmi ses membres Charles Maurras, Maurice du Plessys, Raymond de La Tailhède, Frédéric Amouretti et Lionel des Rieux. Il collabora à de nombreuses revues, notamment à la Revue critique des idées et des livres.
Il a résidé au 14, Villa Collet à Paris dans le 14e arrondissement.

## Principales publications
- Le Signe, Paris, Léon Vanier, éditeur des décadents, 1887 Texte en ligne sur Gallica
- Chairs profanes, 1888 Texte en ligne sur Gallica
- La Tour d'ivoire, 1899
- Les Cornes du faune, 1890
- Noce bourgeoise, avec Léon Riotor, Paris, théâtre d'application, 19 novembre 1892
- Le Bocage, roman, 1895
- Poésies. Le Signe. La Tour d'ivoire. Les Odes. Les Amours, 1900
- La Couronne des jours, 1905 Texte en ligne sur Gallica
- Fleurs fanées, poésies, avec lettre-préface de Clovis Hugues, 1909
- L'Assomption de Paul Verlaine, scène pastorale, Paris, théâtre de l'Odéon, 28 mai 1911
- Les Deux Allemagne, poèmes, 1914 Texte en ligne sur Gallica
- Baudelaire et la religion du dandysme, 1918 Texte en ligne sur Gallica
- La Mêlée symboliste. Portraits et souvenirs, 3 vol., 1920-1922 Texte en ligne sur Gallica 1 2 3
- Les Bucoliques et la Copa de Virgile, interprétées en vers français, 1920
- Ch. Baudelaire : étude biographique et critique, suivie d'un essai de bibliographie et d'iconographie baudelairiennes, 1922
- Souvenirs de police, au temps de Ravachol, lettre-préface de Louis Barthou, 2 vol., 1923 Texte en ligne sur Gallica 1 2
- À l'Ombre de mes dieux, poèmes, 1924 Texte en ligne sur Gallica
- Souvenirs de police, au temps de Félix Faure, 1925 Texte en ligne sur Gallica
- Souvenirs de police, Sarah Bernhardt et la Duse, 1925
- Souvenirs de police, la vie intime des commissariats, 1926
- Six églogues de T. Calpurnius, interprétées en vers français, précédées d'une notice sur Calpurnius et la poésie pastorale, 1927
- Jean Moréas et les Stances, 1929 Texte en ligne sur Gallica
- La Bohême sous le Second Empire. Charles Cros et Nina, 1930
- La Police des mœurs, 1934
- En marge de la mêlée symboliste, 1936